# دره پایداری
هسته‌های اتم‌های مختلف به دو دستهٔ پایدار و ناپایدار تقسیم می‌شوند. پایداری یک هسته به انرژی بستگی هسته وابسته است. هسته‌های پایدار بیشترین انرژی بستگی را دارند. اگر نمودار سه بعدی هسته‌ها را بر حسب تعداد پروتون‌ها، تعداد نوترون‌ها و مقادیر منفی انرژی بستگی رسم کنیم، شکل دره‌مانندی حاصل می‌شود که هسته‌های پایدار در قعر آن قرار می‌گیرند. به این نمودار اصطلاحاً درهٔ پایداری (به انگلیسی Valley of Stability) گفته می‌شود. انرژی بستگی هسته‌های پایدار بیشتر از ناپایدار است، اما در این نمودار مقادیر منفی انرژی بستگی را در نظر می‌گیرند تا هسته‌های پایدار در پایین نمودار قرار گیرند و پایداری آن‌ها بهتر نمایش داده شود.
نمودار درهٔ پایداری یک نمایش تمثیلی برای نشان دادن هزاران هستهٔ پایدار و ناپایدار در یک شکل پیوسته و نیز فرایند واپاشی هسته‌های ناپایدار (در دیواره‌های دره) و تبدیل آنها به هسته‌های پایدار (در قعر دره) است.

## پایداری

نمودار سِگره برای نمایش محدودهٔ پایداری نوکلیدها بر حسب تعداد نوترون‌ها و پروتون‌ها. نوکلیدهای پایدار با نقطه‌های سیاه نشان داده شده‌اند.

برای توصیف درهٔ پایداری بهتر است به جای «هسته» از لفظ دقیق «نوکلید» استفاده شود. نوکلید اتمی است که تعداد پروتون‌ها، تعداد نوترون‌ها و تراز انرژی (حالت برانگیختگی) آن مشخص و منحصر به فرد باشد. تا کنون حدود ۳۰۰۰ نوکلید شناخته شده‌است که از بین آن‌ها کمتر از ۳۰۰ نوکلید پایدار هستند. این نوکلیدهای پایدار، گونه‌های مختلف ۸۲ عنصر اول جدول تناوبی (به جز تکنسیم و پرومتیم) هستند. آن‌ها خودبه‌خود دچار واپاشی نمی‌شوند. اما نوکلیدهای ناپایدار، پرتوزا هستند و با گذشت زمان به‌طور خودبه‌خود دچار واپاشی شده و به نوکلیدهای پایدار تبدیل می‌شوند. اگر نمودار نوکلیدها برحسب تعداد نوترون‌ها و پروتون‌ها رسم شود، نموداری حاصل می‌شود که آن را به افتخار فیزیک‌دان ایتالیایی امیلیو سِگره، «نمودار سگره» می‌نامند. ملاحظه می‌شود که در نوکلیدهای نسبتاً سبک، یعنی نوکلیدهای عنصرهایی که عدد اتمی آن‌ها تا حدود Z=۲۰ است، تعداد پروتون‌ها و نوترون‌های هسته برابر است. اما با افزایش تعداد پروتون‌ها، نیروی دافعهٔ الکترواستاتیک بین پروتون‌ها در هسته افزایش می‌یابد. برای غلبه بر این نیرو لازم است که تعداد نوترون‌ها در هسته بیشتر از تعداد پروتون‌ها باشد تا جاذبهٔ نیروی هسته‌ای قویِ حاصل از آن‌ها، بر دافعهٔ نیروی الکترواستاتیک پروتون‌ها غلبه کرده و باعث پایداری هسته بشود. بنابریان از عدد اتمی ۲۰ به بعد نوکلیدهای پایدار از خط Z=N فاصله می‌گیرند و به سمت فزونی تعداد نوترون‌ها متمایل می‌شوند. این فزونی با افزایش تعداد پروتون‌ها بیشتر می‌شود و برای نوکلیدهای سنگین نسبت نوترون به پروتون به ۱٫۶ می‌رسد. آخرین عنصر پایدار سرب با عدد اتمی ۸۲ است و در محدوده بالاتر از این عدد اتمی، دیگر نوکلید پایداری وجود ندارد. وقتی هسته بیش از حد بزرگ باشد ناپایدار می‌شود.

## انرژی بستگی هسته

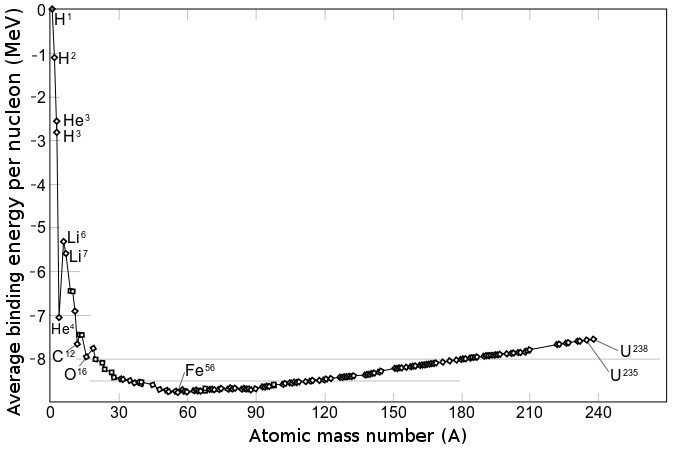
مقادیر منفی انرژی بستگی متوسط نوکلئون‌ها بر حسب عدد جرمی. بیشترین مقدار انرژی بستگی متوسط و در نتیجه پایدارترین نوکلیدها در ته این نمودار قرار دارند.

در توصیف درهٔ پایداری آشنایی با مفهوم انرژی بستگی هسته ضروری است. انرژی بستگی هسته مقدار انرژی لازم برای تجزیهٔ یک هسته به نوترون‌ها و پروتون‌های سازنده‌اش است. نوکلیدهای پایدار بیشترین انرژی بستگی هسته را دارند. با تقسیم انرژی بستگی بر تعداد نوکلئون‌های تشکیل‌دهندهٔ هسته، انرژی بستگی متوسط نوکلئون‌ها به دست می‌آید. اگر مقادیر منفی این کمیت را در نظر بگیریم و نمودار آن را به صورت تابعی از عدد جرمی رسم کنیم، یک نمودار مقعر حاصل می‌شود که پایدارترین نوکلیدها در ته آن قرار دارند. نوکلیدهای سنگین‌تر و سبک‌تری که در دو طرف این ژرفا قرار دارند، ناپایدارند و دستخوش واپاشی شده و به نوکلیدهای پایدار تبدیل می‌شوند.

## تفسیر درهٔ پایداری

درهٔ پایداری؛ روشی برای نمایش پایداری نوکلیدها بر حسب انرژی بستگی هسته به عنوان تابعی از تعداد نوترون‌ها و پروتون‌ها.

با رسم نمودار نوکلیدها بر حسب تعداد نوترون‌ها، تعداد پروتون‌ها و مقادیر منفی انرژی بستگی متوسط نوکلئون‌ها، نوکلیدها در محدودهٔ دره‌مانندی قرار می‌گیرند که به آن درهٔ پایداری گفته می‌شود. نوکلیدهای پایدار، بیشترین انرژی بستگی هسته را دارند و در قعر این دره قرار می‌گیرند. سایر نوکلیدها انرژی بستگی ضیف‌تری دارند و در دیواره‌های این دره واقع می‌شوند. هر چه در دیواره‌های دره به سمت بالا پیش برویم، انرژی بستگی کمتر می‌شود و به تبع آن نیمه‌عمر نوکلیدها کمتر و شدت پرتوزایی آنها بیشتر می‌شود. این نوکلیدها معمولاً دستخوش زنجیره‌ای از واکنش‌های واپاشی می‌شوند که به‌طور پی‌درپی نوکلیدهای پایدارتری ایجاد می‌کنند که در قسمت پایین‌تری از دیواره‌های دره واقع‌اند تا نهایتاً به نوکلیدهای پایدار ته دره برسند. این واکنش‌ها را «زنجیرهٔ واپاشی» می‌نامند. درهٔ پایداری یک روش شهودی برای نمایش چرایی و چگونگی زنجیره‌های واپاشی و تبدیل نوکلیدهای ناپایدار به نوکلیدهای پایدار است.
خط القعر دره پایداری منطبق با خط نوکلیدهای پایدار در نمودار سگره است. این خط را «خط واپاشی بتا» نیز می‌نامند.
در سمت راست این خط پروتون‌های اضافی در هسته وجود دارد و این نوکلیدها مستعد «واپاشی بتا مثبت» (+β) هستند. این نوع واپاشی یک پروتون را به یک نوترون تبدیل می‌کند.
در سمت چپ این خط، نوترونهای اضافی در هسته وجود دارد و این نوکلیدها مستعد «واپاشی بتا منفی» (-β) هستند. این نوع واپاشی یک نوترون را به یک پروتون تبدیل می‌کند.
مرزهای بالایی درهٔ پایداری نمایش‌گر «خط نوترون‌چکانی» و «خط پروتون‌چکانی» هستند. هنگامی که به هسته‌ای با تعداد پروتون‌های ثابت، به تدریج تعدادی نوترون اضافه شود، انرژی بستگی آخرین نوترون ضعیف‌تر و ضعیف‌تر می‌شود تا جایی که دیگر نمی‌توان به هسته نوترون اضافه کرد. مرز چنین وضعیتی را خط نوترون‌چکانی (Neutron drip line) می‌نامند. چرا که افزودن یک نوترون دیگر باعث می‌شود هسته نوترون اضافی را اصطلاحاً به خارج «بچکاند». همچنین اگر تعداد نوترون‌های یک هسته کمتر از حد لازم باشد، پروتون‌ها نامقید می‌شوند و هسته یک پروتون به بیرون می‌چکاند. به مرز چنین وضعیتی نیز خط پروتون‌چکانی (Proton drip line) می‌گویند. در محدودهٔ خارج از این خطوط، هیچ نوکلیدها نمی‌تواند وجود داشته باشد. محدودهٔ پروتون‌چکانی اکثر نوکلیدها اندازه‌گیری شده‌است اما محدودهٔ نوترون‌چکانی بیشتر نوکلیدها هنوز مشخص نیست.
در محدودهٔ ناپایداری در دیواره‌های دره، در عددهای اتمی بالاتر از ۶۰، واپاشی آلفا و شکافت خودبه‌خودی نیز رخ می‌دهد.

## درهٔ پایداری و جزیرهٔ پایداری
محدودهٔ خارج از درهٔ پایداری شامل نوکلیدهای ناپایدار با نیمه‌عمرهای بسیار کوتاه است. این محدوده را اصطلاحاً «دریای ناپایداری» می‌نامند. طبق برخی نظریه‌ها در فیزیک هسته‌ای، ممکن است در دریای ناپایداری در ناحیهٔ عنصرهای فرااورانیم، محدوده‌ای از تعداد نوترون‌ها و پروتون‌ها وجود داشته باشد که در آن‌ها مجدداً نوکلیدهای پایداری یافت بشود. این محدوده را اصطلاحاً «جزیرهٔ پایداری» می‌نامند. برای مثال پیش‌بینی می‌شود نوکلیدی با ۱۱۴ پروتون و ۱۸۴ نوترون در مرکز جزیرهٔ پایداری قرار داشته باشد و از پایداری بالاتری نسبت به نوکلیدهای مجاورش برخوردار باشد. این نوکلیدهای فوق‌سنگینِ پایدار هنوز یافت نشده‌اند ولی شواهدی وجود دارد که این نظریه را تأیید می‌کند. ساختن این نوکلیدها یکی از زمینه‌های مهم فیزیک عنصرهای فوق سنگین است و پژوهش در این زمینه هنوز ادامه دارد.